# Steinbach (Fischbach, Steinau)
Der Steinbach ist ein etwa dreieinhalb Kilometer langer rechter und südlicher Zufluss des Fischbachs in der Gemeinde Fischbachtal des hessischen Landkreises Darmstadt-Dieburg.

## Geografie

### Verlauf
Der Steinbach entspringt an der Neunkircher Höhe in der Gemeinde Modautal, fließt in nördlicher Richtung durch den Fischbachtaler Ortsteil Steinau und mündet zwischen Billings und Steinau an der L3102 in den  Fischbach.

### Zuflüsse
- Steinbach (rechts), 1 km

### Flusssystem Gersprenz
- Fließgewässer im Flusssystem Gersprenz